# Карсібур (Свідвинський повіт)
Карсібур (пол. Karsibór) — село в Польщі, у гміні Бжежно Свідвинського повіту Західнопоморського воєводства.
Населення — 132 особи (2011).

## Демографія
Демографічна структура станом на 31 березня 2011 року:
|          | Загалом | Допрацездатний вік | Працездатний вік | Постпрацездатний вік |
| -------- | ------- | ------------------ | ---------------- | -------------------- |
| Чоловіки | 68      | 13                 | 47               | 8                    |
| Жінки    | 64      | 18                 | 30               | 16                   |
| Разом    | 132     | 31                 | 77               | 24                   |